# Борко Божидар
Борко Божидар (2 лютого 1896  — 12 грудня 1980) — словенський критик, публіцист, перекладач.
Борку належать статті «Тарас Шевченко» в газеті «Jutro» («Ранок», 25 лютого 1939) за підписом «-о-» і «Шевченко в новому словенському перекладі» (про переклади шевченкових творів, здійснені Р. Бордоном) в газеті «Delo» («Праця», 11 червня 1969) за підписом «В. В.» (латинськими літерами).